# Jan Huber

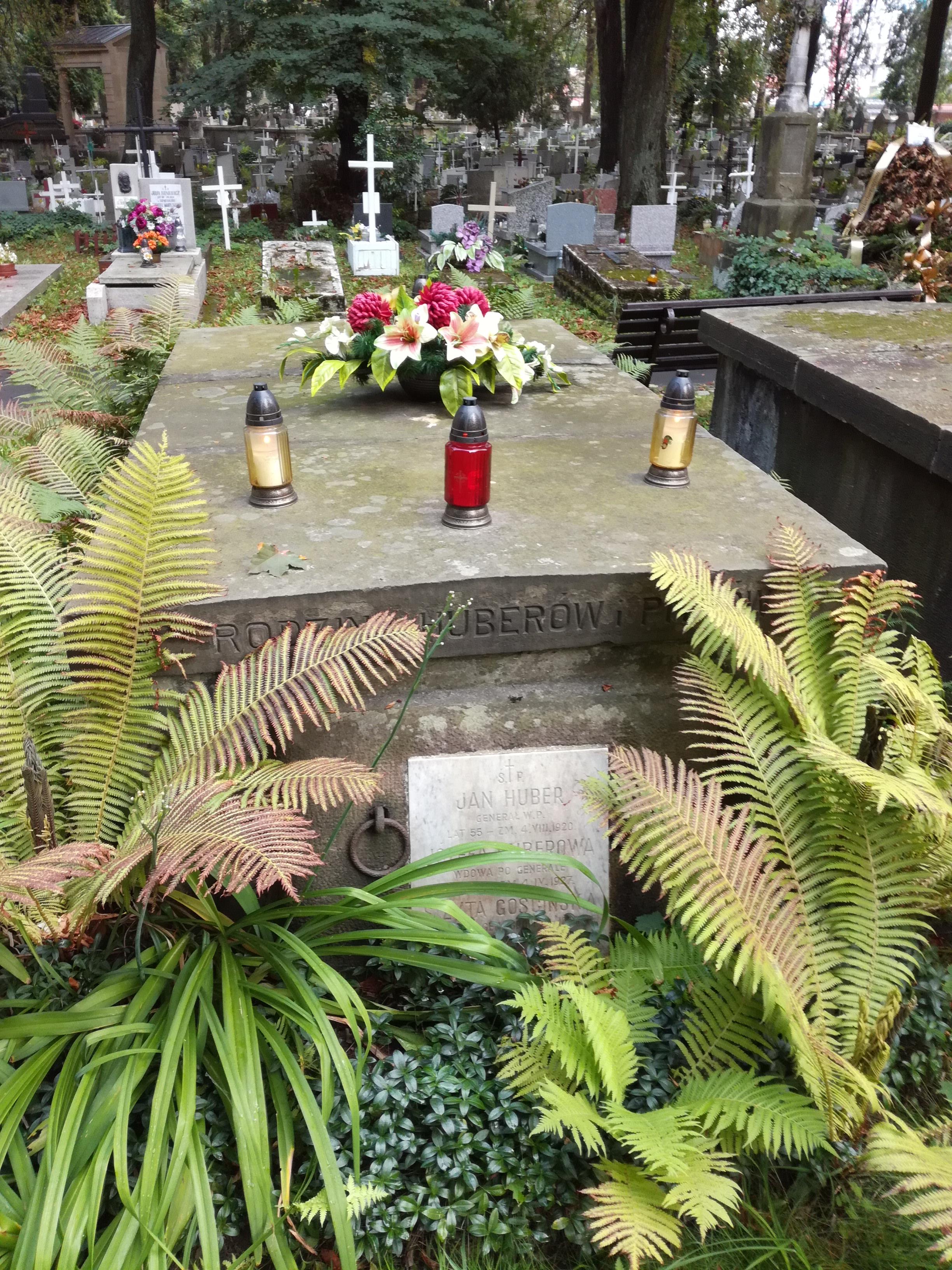
grób gen. Jana Hubera na cmentarzu Rakowickim

Jan Huber (ur. 13 maja 1865 w Podgórzu, zm. 4 października 1920 we Lwowie) – generał podporucznik intendent Wojska Polskiego.

## Życiorys
Urodził się 13 maja 1865 roku w Podgórzu. W 1882 roku zdał maturę w Wyższej Szkole Realnej w Krakowie. Po jej ukończeniu, jako jednoroczny ochotnik służył w Galicyjskim Pułku Piechoty Nr 56. Następnie ukończył (w latach 1889–91) Akademię Intendentury w Wiedniu. Od 1 listopada 1914 roku szef intendentury XXV Korpusu. W czasie służby w c. i k. Armii awansował na kolejne stopnie urzędnicze w służbie żywnościowej:
- akcesisty niem. Verpflegs Accessisten – 1883[1][a],
- oficjała 3. klasy niem. Verpflegs Officiale 3. Classe – 1 listopada 1888[b],

a następnie w korpusie intendentów:
- podintendenta wojskowego niem. Militärunterintendant – 1 listopada 1894[c],
- intendenta wojskowego niem. Militärintendant – 1 maja 1903[d],
- starszego intendenta wojskowego II klasy niem. Militäroberintendant 2. Klasse – 1 listopada 1910[e],
- starszego intendenta wojskowego I klasy niem. Militäroberintendant 1. Klasse – 1 listopada 1914[f].

W Wojsku Polskim od 1 grudnia 1918 roku. Początkowo objął funkcję szefa intendentury Dowództwa „Wschód”. Od 1 marca 1919 był szefem Departamentu IV (X) Gospodarczego Ministerstwa Spraw Wojskowych. 25 października tego roku został zwolniony, na własną prośbę, ze stanowiska szefa departamentu i wyznaczony na stanowisko inspektora służby gospodarczej. Na tym stanowisku 1 maja 1920 został zatwierdzony z dniem 1 kwietnia 1920 w stopniu generała podporucznika w Korpusie Intendenckim, w „grupie oficerów byłej armii austro-węgierskiej”. W lipcu 1920 został szefem intendentury Dowództwa Okręgu Generalnego „Lwów”. Zmarł nagle 4 października 1920 we Lwowie. Pochowany został na cmentarzu Rakowickim w Krakowie (kwatera Ia-zach.).